# Baron Verdon
Baron Verdon (auch Verdun) war ein erblicher britischer Adelstitel (Barony by writ), der zweimal in der Peerage of England geschaffen wurde.

## Verleihungen
Erstmals wurde der Titel am 24. Juni 1295 für Theobald de Verdon, Constable of Ireland, geschaffen, indem er per Writ of Summons ins königliche Parlament berufen wurde. Der Titel fiel beim Tod seines gleichnamigen, jüngsten Sohnes am 27. Juli 1316 in Abeyance zwischen dessen vier Töchtern.	
Am 27. Januar 1332 der Titel durch Writ of Summons für John de Verdon neu geschaffen, in Anerkenntnis seiner Kriegsdienste gegen die Schotten. Seine Nachfahren erbten aus heutiger Sicht den Anspruch auf den Titel, aber keiner von ihnen hat den Titel tatsächlich geführt. Nach dem Tod seines Ur-ur-urenkels James Harrington am 26. Juni 1497, fiel der Titel in Abeyance zwischen seinen Töchtern. 

## Liste der Barone Verdon

### Barone Verdon, erste Verleihung (1295)
- Theobald de Verdon, 1. Baron Verdon (um 1248–1309)
- Theobald de Verdon, 2. Baron Verdon (1278–1316)

### Barone Verdon, zweite Verleihung (1332)
- John de Verdon, 1. Baron Verdon (1299–1377)
- Margaret de Verdon, de iure 2. Baroness Verdon (1347–1436)
- Elizabeth Bradshagh, de iure 3. Baroness Verdon († nach 1436)
- William Harrington, de iure 4. Baron Verdon († 1487)
- James Harrington, de iure 5. Baron Verdon (1447–1497)